# Art singulier
L'art singulier est un mouvement artistique apparu dans les années 1970, s'inscrivant dans la lignée de l'art brut.

## Description et historique
L'art singulier est plus complet que l'art brut, qui définit un esprit. L'art singulier parcourt divers courants, comme le cubisme ou le surréalisme.
Ce concept évolutionnaire et contemporain regroupe un certain nombre de créateurs, dont certains autodidactes, ayant volontairement ou non établi une distance avec l'art académique. Ceux-ci témoignent de l’existence, dans notre réalité artistique, d’un autre savoir et d’une autre sensibilité, qui apportent complémentarité ou contradiction à l’histoire officielle de l’art. 

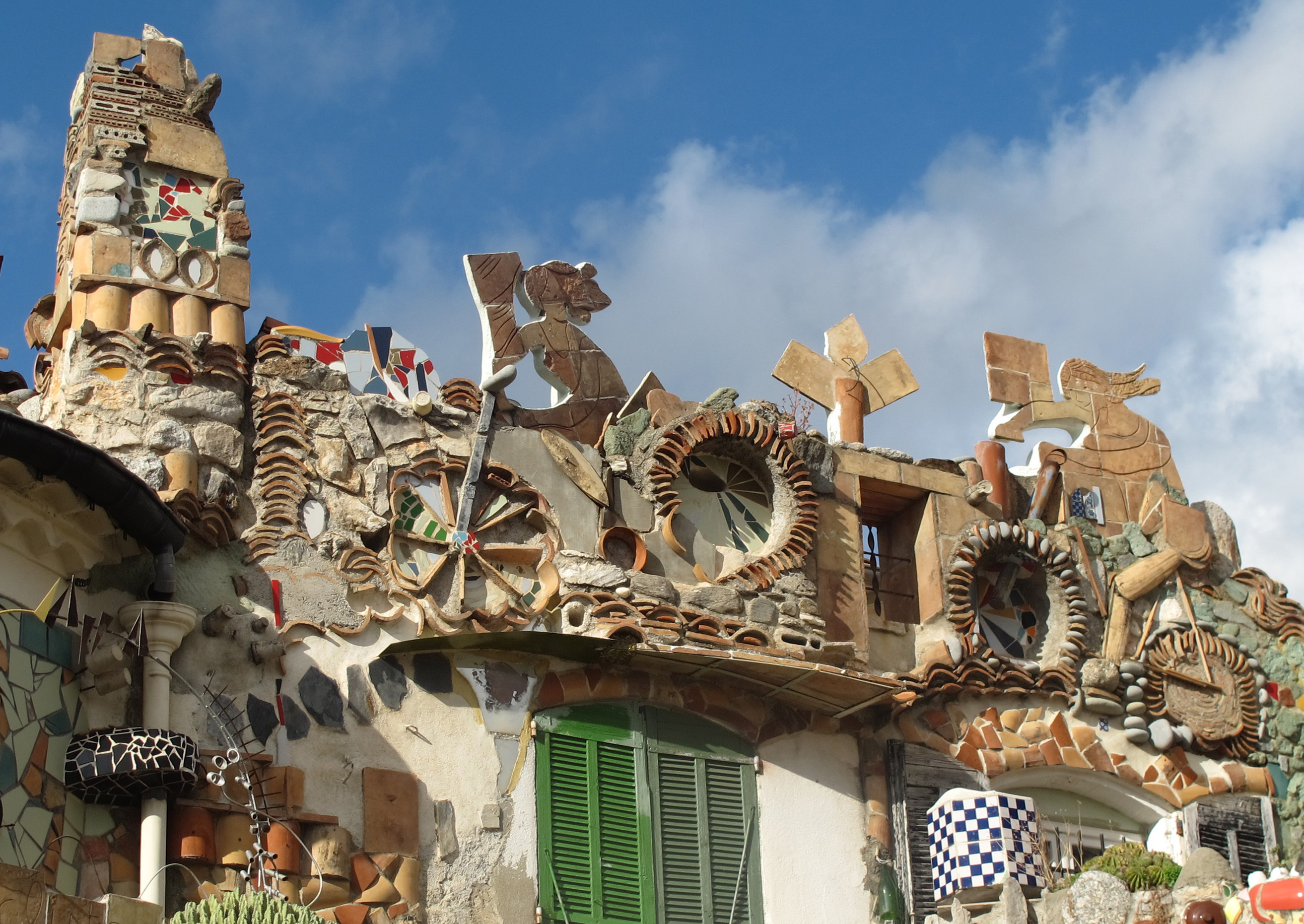
Maison d’Olivier Jullian à Nîmes.

Dans La Pensée sauvage sorti en 1962, Claude Lévi-Strauss décrivait déjà un « art du bricolage » : « Le bricoleur reste celui qui œuvre avec ses mains, en utilisant des moyens détournés par comparaison avec ceux de l’homme de l’art. »
L'art singulier est relié à une vaste mouvance post-art brut, que l'on a pu désigner également de différentes façons ; par exemple sous les noms d'« art en marge », « art outsider », « art cru », « création franche » ou encore « art hors-les-normes ». 
Dès 1971, un architecte, Alain Bourbonnais, monte sa propre collection d'artistes marginaux. Il rencontre Dubuffet la même année et décide alors d'ouvrir son propre espace, l'Atelier Jacob, en 1972. Deux nouveaux termes sont créés : l'art « hors-les-normes » puis « singulier ».  
L'art singulier connaîtra la notoriété dès 1978 grâce à la grande exposition organisée par Bourbonnais et Michel Ragon, Suzanne Pagé, et Michel Thévoz, « Les Singuliers de l'Art », au musée d'Art moderne de la ville de Paris du 19 janvier au 5 mars 1978. Cette exposition contribuera largement à faire auprès du public : les habitants paysagistes, l'art hors-les-normes, l'art brut, et les marges de l'art populaire. La collection Bourbonnais s'est installée définitivement à Dicy en 1983 sous le nom La Fabuloserie. Un festival annuel d'art singulier s'est ensuite tenu à Roquevaire.
Plusieurs musées  en relation avec l'art brut et le arts singuliers ont ouvert leurs portes en France, notamment en 1989 le musée de la Création Franche à Bègles, qui est né de la collection de Claude Massé, ami de Jean Dubuffet. À Montpellier, l'atelier-musée Fernand Michel a ouvert ses portes le 9 avril 2016, et de nombreux autres lieux indiqués sur le site atelier musée Fernand Michel.
Les artistes dits singuliers revendiquent une certaine spontanéité face à l'intellectualisme des artistes académiques. On peut ainsi reconnaître en Gaston Chaissac (1910-1964) pour la peinture, en Yolande Fièvre (1907-1982) pour le collage-assemblage, ou en Robert Tatin (1902-1983) pour la sculpture et l'architecture, les figures tutélaires les plus importantes de ce mouvement.

## Artistes dans la mouvance de l'art singulier
- Olivier Allemane
- Armand Avril
- Monique Boriasse
- Bernardette Bernardette
- Jérôme Bouscarat
- Simone Le Carré-Galimard[10]
- Louis Chabaud
- Gaston Chaissac
- Jean-Michel Chesné
- Philippe Dereux
- Youen Durand
- Jo Pillet
- Jean Dubuffet
- Yolande Fièvre
- Noël Fillaudeau
- Marie-Pierre Fontaine
- Alain Lacoste
- Les Guallino
- Danielle Jacqui, dite « Celle qui peint »
- Kej
- Danielle Le Bricquir
- Jean Linard
- Claudine Loquen
- Michel Macréau
- Jean-Marie Martin
- Corinne Medina-Saludo
- Mig
- Andrée Moiziard[1]
- Jean Moiziard[1]
- Marie Morel
- René Moreu
- Moutte
- Gérard Nicollet
- Raymond Reynaud
- Carlos Rodriguez Farhat
- Gricha Rosov
- Jean-Jacques Royo
- Jean-Joseph Sanfourche
- Ronan-Jim Sévellec
- Anne Van der Linden
- Daniel Viéné
- Unica Zürn[11]

## Diffusion

### Revues
- Artension
- L'Œuf sauvage
- Hey !
- Gazogène
- Empreintes (Galerie l'Usine) (Galerie l'Usine)
- L'Or aux treize îles
- Regard
- Raw Vision
- Trakt

### Manifestations
Belgique
- Festival Biz'Art (Han-sur-Lesse)

France
- Biennale d'art singulier de Dijon
- Biennale des Inouïs Curieux, Chaumont (Haute-Marne)
- Biennale Hors Normes (Lyon)
- Festival Les Sarabandes, La palène, Rouillac (Charente)
- Festival ArtenSeine (Saint-Aubin-lès-Elbeuf)
- Festival d'art singulier (Aubagne)
- Festival d'art singulier (Miermaigne , Authon-du-Perche)
- Festival de Banne (Ardèche)
- Festival de Dives-sur-Mer (Calvados)
- Festival Hors-les-Normes (Praz-sur-Arly)
- Festival itinéraires singuliers (Bourgogne)
- Festival Singulièrement VÖTRE (Montpellier)
- Grand Baz'art à Bézu (Bézu-Saint-Éloi)[12]
- Pays de Lumbres au Singulier, Communauté de communes du Pays de Lumbres (Pas-de-Calais)
- Salon d'Automne, sections Mythes et réalités puis Mythes et Singularité (Paris)

### Lieux présentant des artistes singuliers
- Musée de la Création Franche (Bègles)
- Musée d'Art spontané (Bruxelles)
- L'Art en marche (Lapalisse et Hauterives)
- Halle Saint-Pierre (Paris)
- Collectif et galerie Singul'Art (Lyon)[13]
- Le Hang-Art[14] (Saffré)
- L'Arrivage (Troyes)
- Musée Henri-Rousseau (Laval)
- Galerie Moutt'Art[15] (Clermont-Ferrand)
- Musée d'art brut Fernand Michel (Montpellier)
- La Fabuloserie (Dicy)
- Utopix
- Musée d'art singulier contemporain (Mansonville, Quebec, Canada) [16]
- Pluralium (Paris - Villers-Cotterêts)
- Musée d'art naif et singuliers de Laval[17].